# Geografie van Schotland

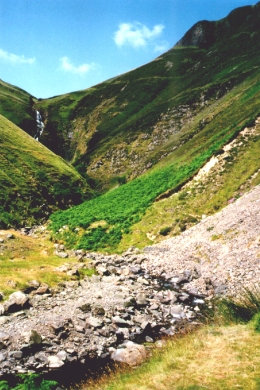
Grey Mare's Tail waterval, Tweedsmuir Hills

Dit artikel bespreekt de geografie van Schotland. Tot Schotland behoort het noordelijk deel van het eiland Groot-Brittannië (het "vasteland") en de eilanden(groepen) daaromheen.
Het vasteland is verdeeld in drie geografische en geologische gebieden, van Noord naar Zuid:
- de over het algemeen bergachtige Schotse Hooglanden in het noorden;
- de laaggelegen Central Belt ten zuiden van de Hooglanden;
- het heuvelachtige Zuid-Schots Bergland in het zuiden;
- De grootste eilandengroepen zijn:
  - de Shetlandeilanden
  - de Orkneyeilanden
  - de Hebriden, onder te verdelen in:
    - de Binnen-Hebriden
    - de Buiten-Hebriden

De meerderheid van de bevolking woont in de Central Belt, waar vier van de vijf grote steden liggen.

### Zie ook

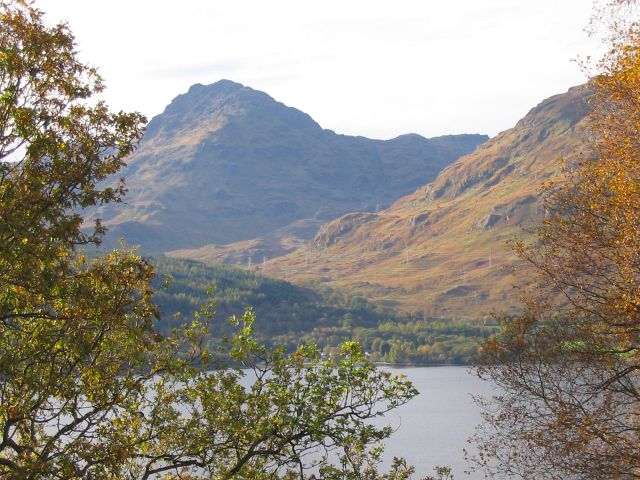
Doorkijkje op een loch

## Steden

### Grootste steden
- Glasgow (de grootste stad)
- Edinburgh (de hoofdstad)
- Aberdeen
- Dundee
- Inverness
- Stirling

### Andere steden
- Dunfermline
- Greenock
- Kirkwall
- Lockerbie
- Oban (Schotland)
- Peebles
- Perth (Schotland)
- Steòrnabhagh
- Tomintoul
- Wick

## Kustlijn
Het vasteland van Schotland heeft een kustlijn van 9911 kilometer (6158 mijl). Inclusief alle eilanden is de kustlijn ongeveer 16.490 kilometer. De westkust heeft diepe inhammen. De oostkust is meer gelijkmatig, maar heeft wel veel grote estuaria of firths en zandstranden, bijvoorbeeld bij Aberdeen.

## Eilanden
Schotland heeft zo'n 790 eilanden, waarvan de meeste voor de noord- en westkust liggen. De meeste noordelijke en westelijke eilanden behoren tot een van de volgende drie eilandengroepen: de Shetlandeilanden, de Orkneyeilanden en de Hebriden. De Hebriden kunnen worden onderverdeeld in de Binnen-Hebriden en de Buiten-Hebriden. De Shetland- en Orkneyeilanden vormen samen met Fair Isle de Northern Isles. Soms wordt ook Stroma hiertoe gerekend. Met een oppervlakte van 2225 km² is Lewis and Harris het grootste Schotse eiland.
Veel van de Schotse eilanden komen bij een hoog tij onder water te staan, en in de Golf van Corryvreckan tussen Scarba en Jura is steeds een spectaculaire overgang tussen eb en vloed. Er zijn ook eilanden(groepen) in de Firth of Forth en de Firth of Clyde en in zoetwatermeren als Loch Lomond en Loch Maree. De verst uit de kust van het Schotse vasteland gelegen eilanden zijn Saint Kilda en Rockall, dat ook door Ierland, Denemarken en IJsland wordt geclaimd.
De Schotse eilanden hebben een gevarieerde topografie. Mull, Skye en Arran zijn bergachtig, terwijl Tiree, Coll en de meeste Shetlandeilanden vlak of laag gelegen zijn. Van de Orkneyeilanden is Hoy heuvelachtiger en ruiger dan de andere eilanden van Orkney, terwijl van de Buiten-Hebriden Harris bergachtiger is dan Leòdhas, North Uist, South Uist en Barraigh.

## Rivieren
Schotland telt honderden rivieren en beken. De grootste zijn:
1. Tay, 193 km;
2. Spey, 172 km;
3. Clyde, 171 km;
4. Tweed, 156 km;
5. Dee, 137 km;
6. Don, 132 km;
7. Forth, 105 km;
8. Findhorn, 101 km;
9. Deveron, 98 km;
10. Annan, 79 km.

## Meren
Zoetwatermeren staan in Schotland bekend als lochs, met de uitzondering van het Lake of Menteith en enkele kunstmatige meren. De grootste meren zijn:
1. Loch Lomond, met 71.1 km² het grootste zoetwatermeer van Groot-Brittannië;
2. Loch Ness, 56.4 km²;
3. Loch Awe, 38.5 km²;
4. Loch Maree, 28.6 km²;
5. Loch Morar, 26.7 km²;
6. Loch Tay, 26.4 km²;
7. Loch Shin, 22.5 km²;
8. Loch Shiel, 19.6 km²;
9. Loch Rannoch, 19.1 km²;
10. Loch Ericht, 18.7 km².

## Bergen en gebergten
Grote delen van Schotland zijn bergachtig, vooral de Schotse Hooglanden. Het hoogste punt van Schotland en Groot-Brittannië is Ben Nevis (1344 meter). Er zijn 284 munro's.